# Spilosmylus africanus
Spilosmylus africanus är en insektsart som först beskrevs av Hermann Julius Kolbe 1897.  Spilosmylus africanus ingår i släktet Spilosmylus och familjen vattenrovsländor. Inga underarter finns listade i Catalogue of Life.